# Milton Keynes Dons Football Club
Milton Keynes Dons Football Club é um clube de futebol da Inglaterra, sediado na cidade de Milton Keynes. Atualmente, disputa a Football League Two correspondente à Quarta Divisão do Campeonato Inglês.
O clube foi fundado em 2004 por membros da diretoria do Wimbledon Football Club, clube da região sul de Londres, extinto com a mudança. Com isso, o MK Dons pôde entrar na divisão onde o Wimbledon se encontrava, substituindo-o. A autorização da Football Association, no entanto, condicionou que a nova equipe renegasse o passado do velho Wimbledon.
Bastante descontentes com a mudança, torcedores da antiga equipe criaram um "novo Wimbledon" no mesmo ano. Atualmente, este encontra-se na Football League Two, a quarta divisão nacional, liga essa que disputam ao lado do MK.
Seu estádio, o Stadium MK, foi inaugurado em 2007 para substituir o National Hockey Stadium, usado pelo clube desde 2004. Atualmente, possui capacidade de 22 mil lugares.

## Títulos
Campeonato Inglês da Quarta Divisão: 1
(2007/2008)
 EFL Trophy: 1
(2007/2008)